# پاگون هیل
پاگون هیل (به لاتین: Pagon Hill) یک کوه در برونئی است که در Brunei – Malaysia border واقع شده‌است. پاگون هیل ۱٬۸۵۰ متر بالاتر از سطح دریا واقع شده‌است.